# 天主教维多利亚总教区
天主教維多利亞總教區（拉丁語：Archidioecesis Victoriensis Spiritus Sancti）是羅馬天主教在巴西的一個教省總教區，下轄三個教區。
總教區的前身成立於1895年11月15日，1958年2月16日升為總教區。
總教區包括聖埃斯皮里圖州中南部十三市，2010年有教友2,010,000人，佔轄區總人口62.6%。教區下轄六十四個堂區，有138名司鐸。現任教區總主教為類思·曼西利亞·維萊拉。